# 雪下熊之助
雪下 熊之助（ゆきした くまのすけ、1854年4月9日（嘉永7年3月12日） - 1877年（明治10年）3月11日）は、幕末の会津藩士。明治期の海軍軍人。海軍兵学校出身者として最初の戦死者となった海軍少尉補である。

## 生涯
父は会津藩士雪下熊蔵。斗南から1871年（明治4年）8月に海軍生徒兵学校に進んだ。1874年（明治7年）7月「雲揚艦」乗組みとして実地訓練を受け、翌1875年（明治8年）4月に「筑波艦｣乗組みとして日本海一周航海を行った後、12月6日アメリカへの航海に出発。1876年（明治9年）4月14日帰国した。この航海は日本の最初の練習航海である。その後「清輝艦」乗組みとなり、9月6日、海軍少尉補に任じられた。雪下は兵学校（兵学寮）3期生の一人である。同艦乗組みとして西南戦争に従軍し、1877年（明治10年）3月9日熊本県船津沖にて小汽艇に乗り込み測量に従事中、銃撃を受け被弾。11日、長崎の海軍仮病院にて死去した。
母のサダ子、兄の豊治は戊辰戦争において若松城中で戦死し、父は前年に死去しており祖母と継母が遺された。後年雪下家の養子となった雪下勝美は、海軍兵学校(36期)へ進み戦艦「長門」艦長、海軍大学校教官等を務め、海軍少将へ進んだ。

## 関連する人物
- 井上良馨：「清輝艦」艦長。
- 仁礼景範：雪下の戦死を公式報告。
- 山吉盛典：福島県令。雪下の遺族へ扶助料が早期に支給されるよう尽力。
- 角田秀松：「清輝艦」乗組海軍少尉。雪下と角田は同藩出身で、雪下戦死の際遺品等の世話をした。
- 深尾弘：雪下とは同藩出身で、ともに斗南から兵学校に進みイギリスに留学。少尉補で病没した。